# Rösjön (Rö socken, Uppland)
Rösjön är en sjö i Norrtälje kommun i Uppland och ingår i Norrtäljeåns huvudavrinningsområde. Sjön har en area på 0,736 kvadratkilometer och ligger 13 meter över havet. Sjön avvattnas av vattendraget Vretaån.

## Delavrinningsområde
Rösjön ingår i det delavrinningsområde (662175-164578) som SMHI kallar för Utloppet av Rösjön. Medelhöjden är 32 meter över havet och ytan är 10,02 kvadratkilometer. Det finns ett avrinningsområde uppströms, och räknas det in blir den ackumulerade arean 39,56 kvadratkilometer. Vretaån som avvattnar avrinningsområdet har biflödesordning 2, vilket innebär att vattnet flödar genom totalt 2 vattendrag innan det når havet efter 21 kilometer. Avrinningsområdet består mestadels av skog (52 procent), öppen mark (11 procent) och jordbruk (26 procent). Avrinningsområdet har 0,73 kvadratkilometer vattenytor vilket ger det en sjöprocent på 7,3 procent.